# Orelletes
|  | Per a altres significats, vegeu «Orelletes (Pitiüses)». |

|  | No s'ha de confondre amb Orelleres. |

Les orelletes són un dolç de pasta plana i rodona, fregit i ensucrat. Se'n menja durant pasqua a la Catalunya del Nord i a alguns pobles del Baix Camp, a l'hivern al Pla d'Urgell i a Carnestoltes i Quaresma al Vendrell, també se'n fa a la Segarra, a la Conca de Barberà i a les Garrigues, al Camp del Túria i al Maestrat. Té l'aspecte d'una coca petita, però és més cruixent. Són típiques de Sidamon i d'altres pobles de la comarca del Pla d'Urgell, i amb el mateix nom però una recepta diferent del Vendrell i el Baix Penedès. En alguns pobles del Baix Camp, com a Vilaplana, s'anomenen «bunyols de setmana santa» i es mengen per Pasqua, mentre que a d'altres com Juneda, Arbeca o La Febró es mengen durant la festa major.

## Altres noms
Cal dir que és idèntic a les orellanes balears, les bunyetes nord-catalanes (dites bunyols al Conflent) i les garrifes d'Argelers o crespells del Vallespir, d'Eivissa i de Cadaqués, (a Menorca i Mallorca aquest nom designa uns pastissets o galetes amb forma de flor: vegeu crespells mallorquins i crespells menorquins), el crespeth a la Vall d'Aran, les aurelhetas occitanes, les orellas do Entroido de Galícia, o les orejuelas, un dolç de Castella.

## Origen
Les orelletes ja es menjaven als Països Catalans a l'edat mitjana. Apareixen al receptari català Llibre de Sent Soví d'inicis del segle xiv, i n'hi ha constància explícita en escrits del segle xv, com per exemple a L'Espill de Jaume Roig.

## Orelletes per comarques

### Baix Penedès
Al Vendrell les orelletes són associades amb Carnestoltes i Quaresma. Al Baix Penedès l'orelleta es fa amb farina fina, ous, llet, llimona, sal i impulsor (gasificant o llevat químic).

### Menorca
A Menorca les orellanes, pronunciades oranes, són molt senzilles. La massa es fa amb farina, moscatell i oli d'oliva; es fregeixen i se serveixen amb mel escalfada perquè sigui més líquida.

### Pla d'Urgell
Al Pla d'Urgell se'n fan generalment durant les diferents festes majors d'hivern. Els ingredients principals són: els ous, la farina, l'impulsor (gasificant o llevat químic), l'anís, el moscatell, la matafaluga i l'oli d'oliva.

### Garrigues
A les Garrigues, les orelletes són un dolç típic de Festa Major. És tradicional d'estirar la pasta al genoll, cobert per un drap cotonós. L'elaboració de les orelletes conforma un acte més de la Festa Major en el qual les famílies s'apleguen per a cuinar-les.

### Camp de Túria
A pobles com Nàquera i Bétera és el dolç típic de les festes. A Bétera per exemple es mengen en la festa grossa, durant la Mare de Déu d'Agost i la setmana de Sant Roc. A Nàquera en les festes patronals de Sant Francesc.

### Ribera Alta del Xúquer
A Real és un dolç típic de grans ocasions com: bodes, comunions o festa major. Les orelletes solen fer-les colles de dones els dies abans d'aquestes ocasions i hom en menja els dies de la festa acompanyades amb sucre.
A Sumacàrcer les preparen també colles de dones i ho fan per a les festes patronals, al setembre.